# لوکاس پاسرینی
لوکاس پاسرینی (انگلیسی: Lucas Passerini؛ زادهٔ ۱۶ ژوئیهٔ ۱۹۹۴) بازیکن فوتبال اهل آرژانتین است.
از باشگاه‌هایی که در آن بازی کرده‌است می‌توان به باشگاه فوتبال اتلتیکو تیگره اشاره کرد.